# 曹汝霖 (艋舺縣丞)

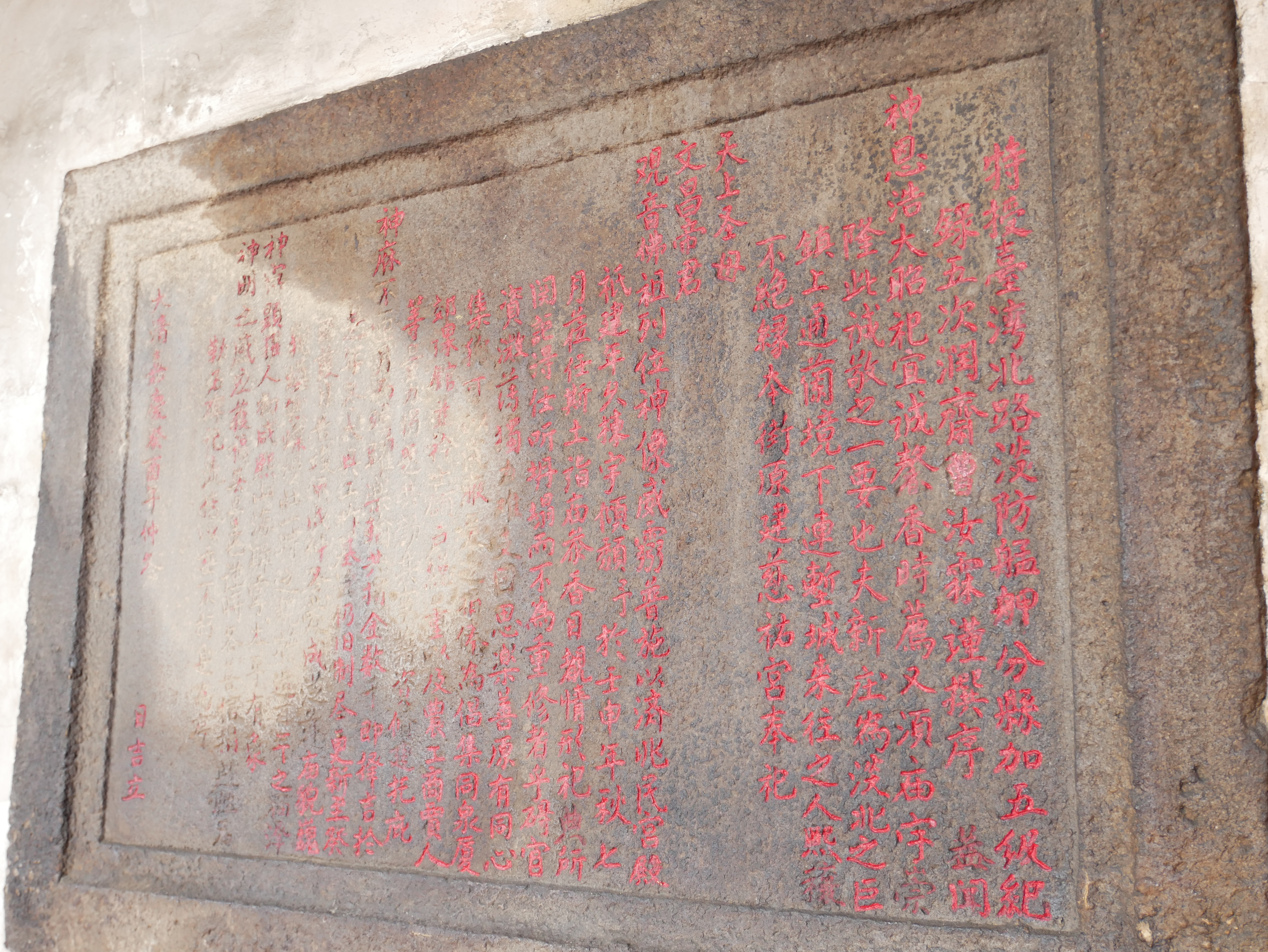
嘉慶十八年（1813年）十一月艋舺縣丞曹汝霖所撰〈重修慈祐宮碑記〉（新莊慈祐宮藏）

曹汝霖（？—？），直隸省霸昌道順天府宛平縣（今北京市門頭溝區）人，清朝官員。

## 生平
曹汝霖於嘉慶十七年（1812年）接替弓清瀚，擔任艋舺縣丞一職。十八年（1813年）倡修新莊慈祐宮，並用餘款在慈祐宮右側興建了文昌祠。